# Plagiolepis intermedia
Plagiolepis intermedia é uma espécie de formiga do gênero Plagiolepis, pertencente à subfamília Formicinae.